# Palackattumala
Palackattumala es una ciudad censal situada en el distrito de Kottayam en el estado de Kerala (India). Su población es de 1500 habitantes (2001). Se encuentra acerca de Pallai; 

## Personas notables
- Jose Kaimlett (1941-2018), misionero, fundador de los Heraldos de la Buena Nueva.